# Dekadenz

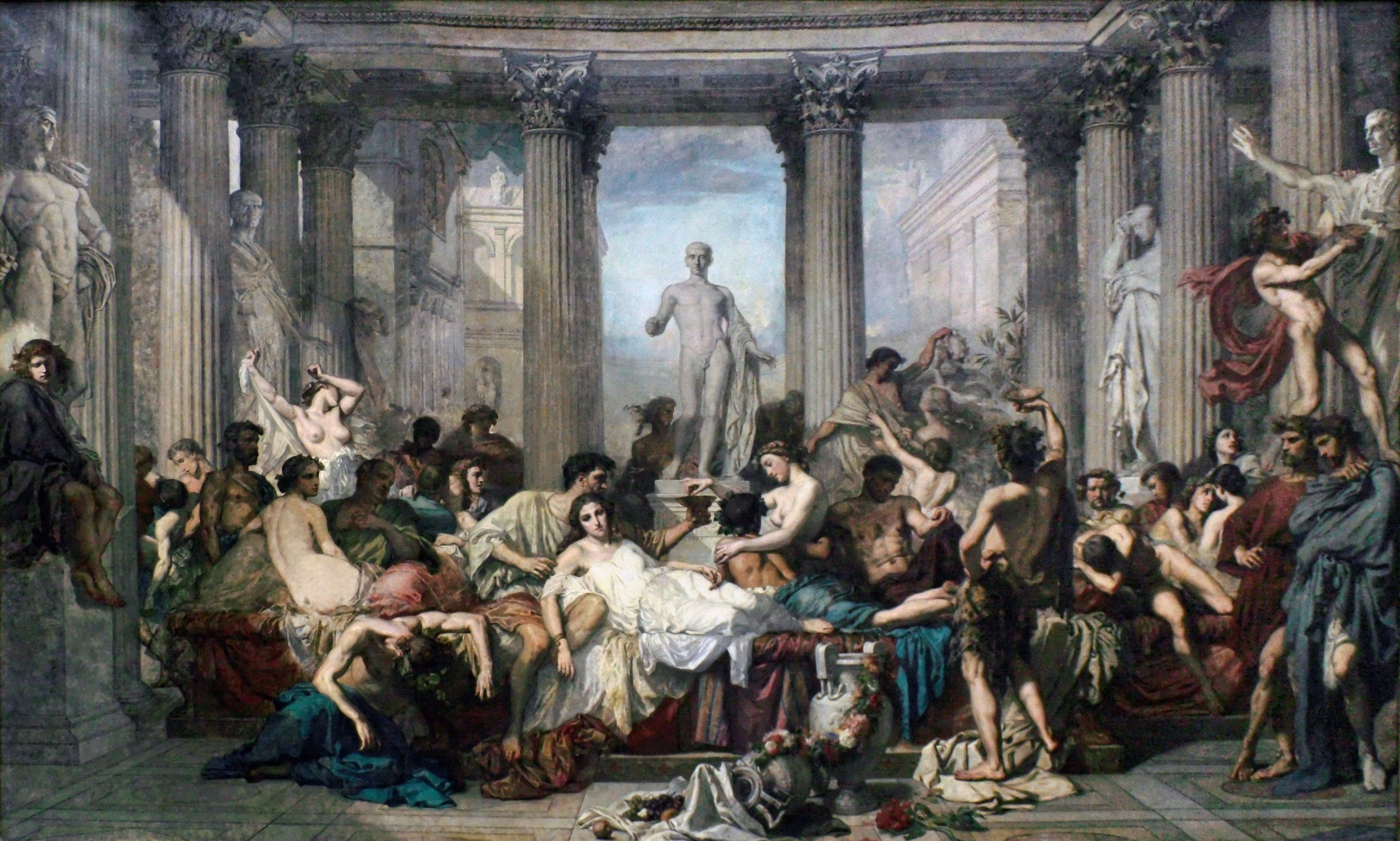
Thomas Couture: Les Romains de la décadence, 1847

Dekadenz (von lateinisch decadere „verfallen“, „zerfallen“, französisch décadence „Niedergang“, „Verfall“, über mittellateinisch decadentia) ist ein ursprünglich geschichtsphilosophischer Begriff, mit dem Veränderungen in Gesellschaften und Kulturen als Verfall, Niedergang beziehungsweise Verkommenheit gedeutet und kritisiert wurden.
Er wurde in der französischen Historiographie zuerst für den Niedergang Roms gezielt verwendet. Am Dekadenz-Begriff wird das vermeintlich religiöse Moralisieren kritisiert.
In der Geschichtswissenschaft haben Historiker teilweise den Dekadenzbegriff zur Charakterisierung gesellschaftlicher Entwicklungsabschnitte fallen lassen.
Nur in der Dekadenzdichtung hat das Wort auch eine positive Bedeutung; im Sprachgebrauch überwiegt der abwertende Charakter.

## Begriffsgeschichte in Philosophie und Literatur
Unter den monotheistischen Religionen herrschte im Mittelalter die Vorstellung einer sittenlosen Antike vor. Solche Verurteilungen sind bereits in der lateinischen Literatur der späten Republik und der Kaiserzeit angelegt. Für die christliche Theologie waren die Confessiones (397–401) des Augustinus von Hippo eine zentrale Schrift, in der die Überwindung der römischen Kultur propagiert wurde. Die Rede vom Kultur- und Sittenverfall findet sich auch im islamischen Einflussbereich etwa bei Ibn Chaldun im 14. Jahrhundert, der Vorstellungen der griechisch-römischen Antike aufgriff.
Seit der Renaissance wurde die Antike vorsichtig aufgewertet. Diese Aufwertung gipfelte in der Französischen Klassik, die umgekehrt die römische Kaiserzeit als ein kulturelles und machtpolitisches Vorbild hinstellte, das von der Gegenwart nicht erreicht werden könne. Die Frühaufklärung seit der Querelle des Anciens et des Modernes (1687–94) versuchte daraufhin, die Gegenwart aus dieser untergeordneten Rolle zu befreien und ihr die Antike unterzuordnen, aber ohne wiederum in die Rhetorik vom Sieg des Christentums über das Heidentum hineinzugeraten. – Edward Gibbon machte das Christentum dann sogar für den Verfall Spätroms verantwortlich.
Als weitere Stufe der Begriffsentwicklung, die sich ebenfalls in Frankreich abspielte und in Jean-Jacques Rousseaus Preisschrift Discours sur les Sciences et les Arts (1750) kulminierte, wurde die mittlerweile als Höhepunkt der Zivilisation geltende Gegenwart abgewertet, nun aber zugunsten eines ursprünglichen Naturzustands, der von konkreten religiösen Vorstellungen gelöst war. Dieser Begriff der Dekadenz setzt voraus, frühere Zustände seien objektiv besser oder wünschenswerter gewesen. Die Überlegenheit des Kritikers über den Verfall grenzt den Begriff als modernen von der religiös geprägten spätmittelalterlichen und frühneuzeitlichen Vanitas ab.
Seine prägende Bedeutung erhielt der Ausdruck durch Montesquieu und Gibbon, die sich mit dem Untergang des Römischen Reiches beschäftigten. Beide verwendeten den Begriff mit doppelter Zielrichtung: Sie betrachteten décadence (decline) als historisches Phänomen und bewerteten zugleich ihre eigene Zeit.
Das Wort Dekadenz bezog sich später auch auf eine literarische Bewegung, die von Baudelaire (Die Blumen des Bösen) und Verlaine angestoßen wurde und sich einerseits durch ein bohèmienhaft ablehnendes Verhältnis zur „bürgerlichen Welt“, andererseits durch Exotismus, Rausch und gesteigerte Sensitivität auszeichnet.

## 17. Jahrhundert

### Boileau
Der französische Ausdruck décadence wurde im 17. Jahrhundert in Nicolas Boileaus Réflections critiques sur quelques passages du Rhéteur Longin als ästhetischer Begriff eingeführt. Neben seiner ästhetischen wird zugleich seine ethische Bedeutung erkennbar, da der Verfall (décadence) des Geschmacks (goût) für einige Kritiker als ein wesentliches Moment der Auflösung der Kultur galt. So wurde die Entwicklung der Kunst und die Frage über den Vorrang antiker oder moderner Dichtung in dem Querelle des Anciens et des Modernes heftig diskutiert. Boileau bezog sich auf den goût, um die Gegenwart zu kritisieren und den zeitlosen Wert der antiken Geschmacksnorm zu erweisen, während die Gegner die Autorität der Antike kritisch in Frage stellten.

## 18. Jahrhundert

### Montesquieu
Montesquieu nutzte in der ersten Hälfte des 18. Jahrhunderts den Ausdruck in seinem Considérations sur les causes de la grandeur des Romains et de leur décadence. Dabei versuchte er das Phänomen der Dekadenz historisch zu deuten und gleichzeitig kritisch auf die Gegenwart anzuwenden. Er bewertete und analysierte den Untergang Roms aus unterschiedlichen Perspektiven und setzte sich dabei von Machiavellis Betrachtung ab, der die Unterwerfung anderer Völker durch einen mächtigen Herrscher noch gepriesen hatte. Die Ausdehnung Roms führte nach Montesquieu zu einer Erschöpfung, und der ständige Aufschwung zerstörte gerade die Tugenden, die für ein funktionierendes Staatswesen notwendig seien. Die Vermittlung eines einheitlichen „allgemeinen Geistes“ (esprit général) sei unter dem Einfluss eroberter Kulturen unmöglich, der esprit général verfalle und werde durch Partikularinteressen ersetzt.

### Jean-Jacques Rousseau

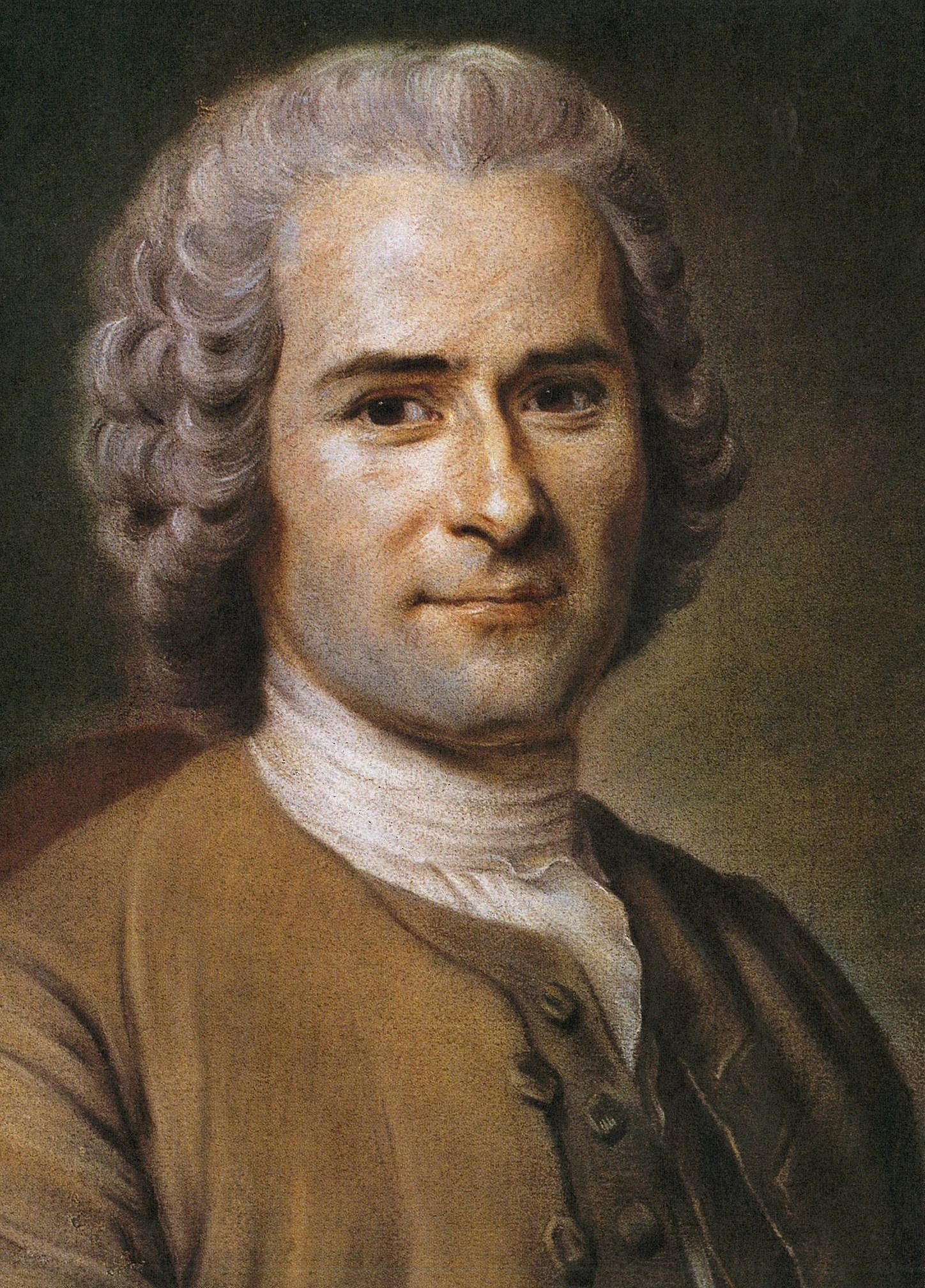
Jean-Jacques Rousseau klagt die Dekadenz seiner Zeit an.

Jean-Jacques Rousseau verwandte den Begriff der Dekadenz in einer Weise, die für die spätere Rezeption bestimmend wurde. In seiner Kulturkritik steht sie für einen Gegensatz von Natur und Kultur (Zivilisation).
Ausgehend von einer kulturphilosophisch begründeten „Natursehnsucht“ stand er kulturellen Errungenschaften und Institutionen, Triebverzicht und Erziehungsidealen kritisch gegenüber. Er pries das unmittelbare Gefühl, die „Wahrheit des Herzens“. Der Mensch müsse zu seiner Ursprünglichkeit zurückkehren. Den Naturzustand deutete er als einen der ursprünglichen Harmonie. Hatte Thomas Hobbes, wie später ähnlich Immanuel Kant, den Naturzustand negativ als eine vorgesellschaftliche Kriegssituation beschrieben, in der die Menschen ihren Trieben überlassen seien und einander wie Wölfe gegenübertreten würden – Homo homini lupus –, um mit diesem Modell den Gesellschaftsvertrag zu begründen, so stand für Rousseau der ursprüngliche Mensch im Einklang mit der Natur.
„Nehmt uns unsere unheilvollen Fortschritte, nehmt uns unsere Irrtümer und Laster, nehmt uns das Menschenwerk, und alles ist gut.“ Für Rousseau ist der Naturzustand von der ursprünglichen Güte oder Lauterkeit des Menschen ein ideelles Konstrukt und kein historisches Postulat, er geht also nicht naiv-romantisch von der Lebensharmonie der Naturvölker aus, sondern stellt der Gesellschaft ein ideales Bild vor Augen, um ihren (dekadenten) Verfall anzuklagen.

### Edward Gibbon

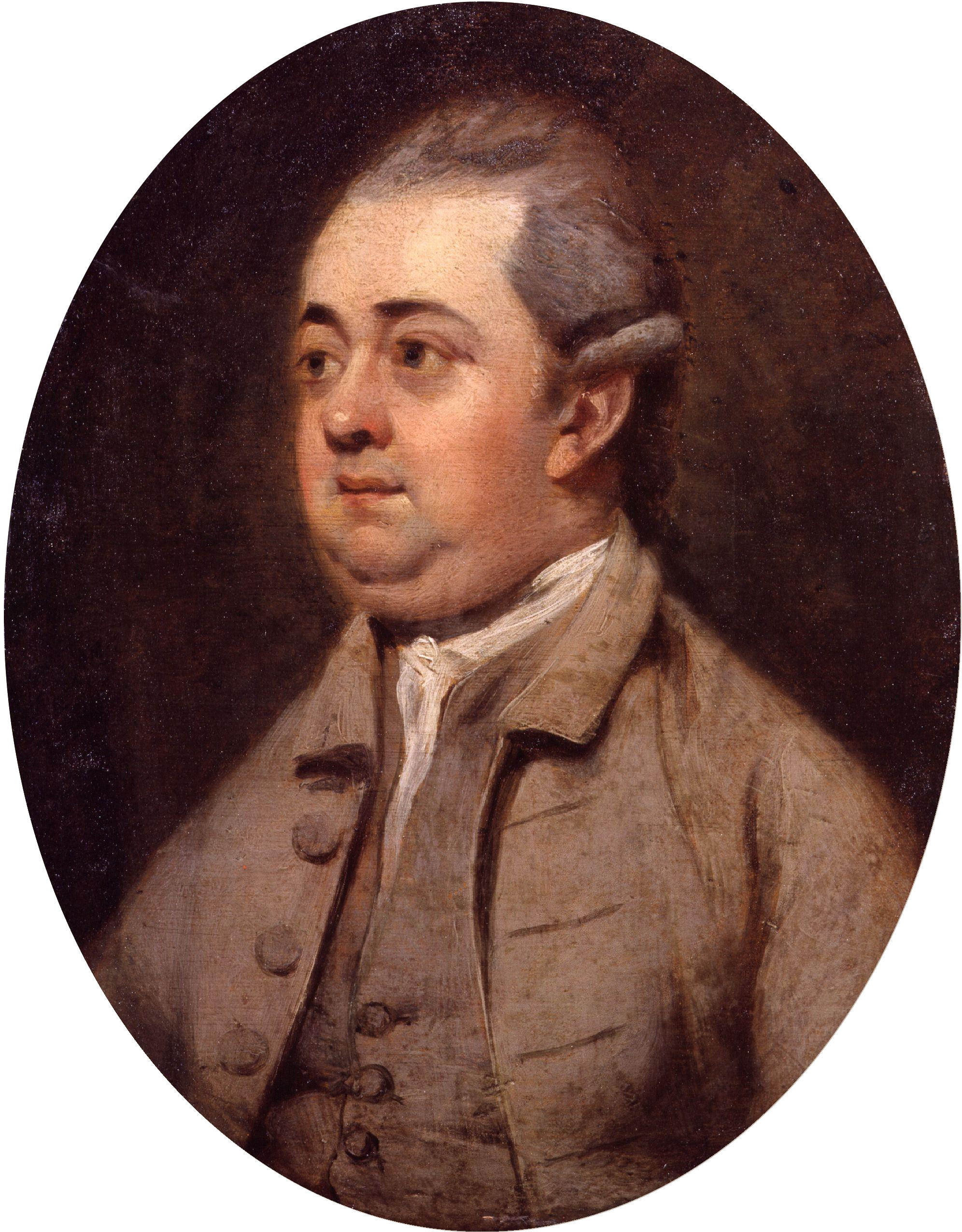
Edward Gibbon beschrieb den Verfall des Römischen Reiches.

In seinem bekanntesten Werk The History of the Decline and Fall of the Roman Empire (1776–1789) beschrieb Edward Gibbon die allmähliche Auflösung des Imperium Romanum vom Tode Mark Aurels bis zum Untergang des Byzantinischen Reiches. Diese Zeitspanne teilte er in drei Phasen ein.
1. In der ersten, bis zum Beginn des sechsten Jahrhunderts reichenden Periode führten die Goten- und Hunnenangriffe zur Schwächung der Macht Westroms und zu dessen Zerfall in Einzelreiche.
2. Die zweite Periode begann mit Justinian I., der in seiner Regierungszeit durch Kriege und geschickte Außenpolitik sowie durch innenpolitische Maßnahmen die Herrschaft des römisch-byzantinischen Reiches noch einmal stabilisieren konnte. Diese bis zur Kaiserkrönung Karls des Großen im Jahr 800 reichende Phase war u. a. durch die Invasion der Langobarden und die Islamische Expansion gekennzeichnet.
3. In der dritten Phase schließlich verfielen die Sprache und die Sitten Roms vollends, und mit der Eroberung Konstantinopels durch die Osmanen im Jahr 1453 wurde die Reichsidee endgültig aufgegeben.[10]

Durch das ganze Werk Gibbons zieht sich leitmotivisch der Gedanke, dass die Geschichte seit dem 2. Jahrhundert dem Niedergang (decline) unterworfen sei. Gibbon wollte mit seinem Werk den „Triumph der Unkultur und der Religion“ beschreiben.
Gibbons Herangehensweise war für die damalige Historiographie neu, indem er die Kontinuität der Geschichte über einen sehr langen Zeitraum verfolgte. Ebenfalls neu und überraschend war seine Bewertung des Christentums als mitverantwortlich für den Verfall der Kultur. Vor allem von theologischer Seite wurden Kapitel seines Buches angegriffen, in denen Gibbon auf kriegerische Auseinandersetzungen der Christen mit Heiden und Aberglauben, auf seinen religiösen Fanatismus und auf die Massaker hinwies, die auf die Ausrottung häretischer Bestrebungen zielten.
In der neueren Forschung wird jedoch bezüglich der Spätantike von Gibbons (wie auch Montesquieus) Theorien allgemein Abstand genommen und es werden neue, differenziertere Erklärungsmuster für den Untergang Westroms und die Transformation des Ostreichs entwickelt.

## 19. Jahrhundert

### Friedrich Nietzsche

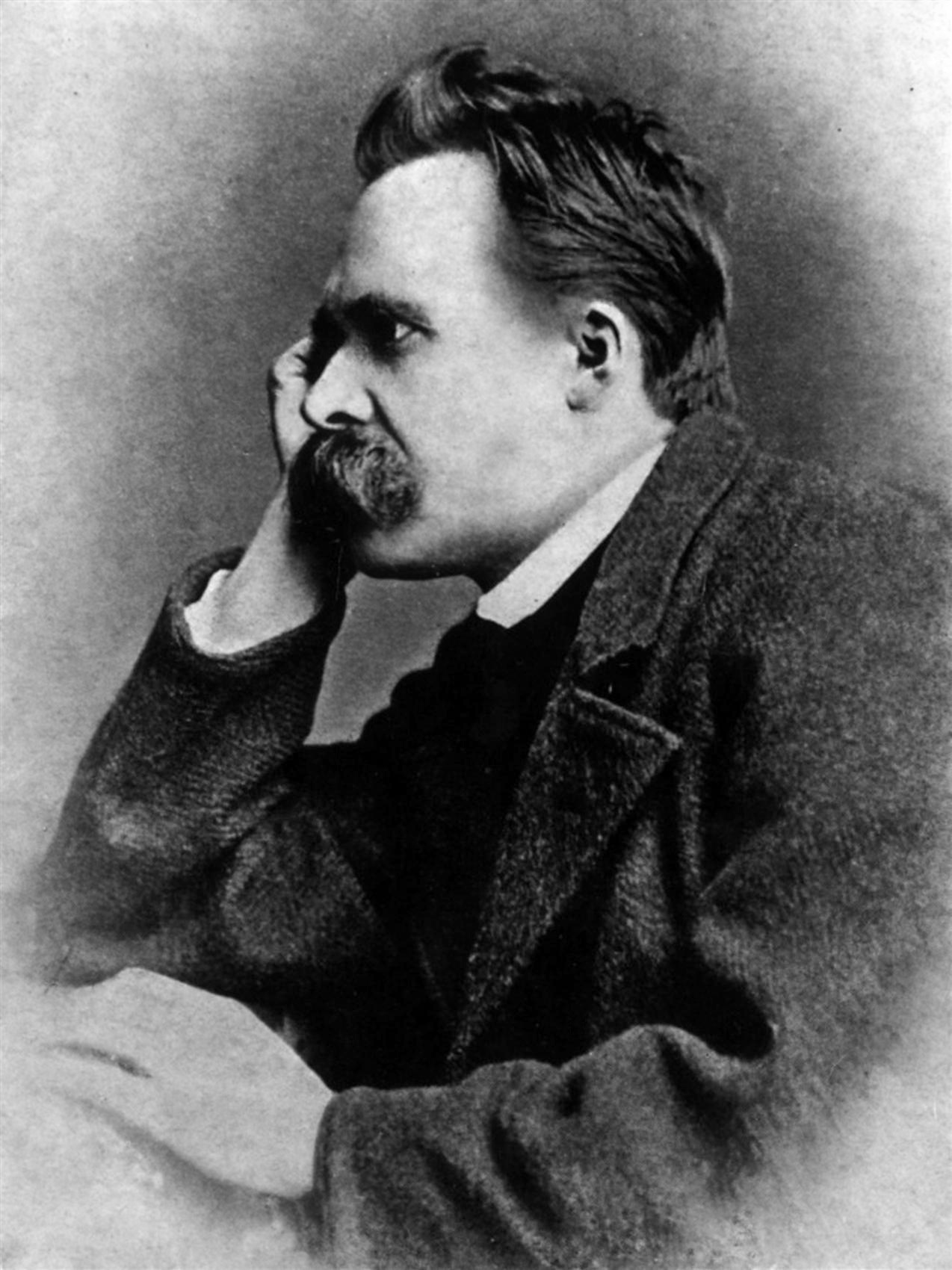
Friedrich Nietzsche, Denker und Bekämpfer der Dekadenz

Friedrich Nietzsche thematisierte vor allem in seinem Spätwerk die Dekadenz, die sich bei ihm auf den kulturphilosophisch-geschichtlichen wie den ästhetischen Bereich bezog. Die Geschichte seit der Antike – genauer: seit dem perikleischen Athen – betrachtete er als (dekadente) Verfallsentwicklung. Für den Niedergang sei der schwächliche, sich an falschen, lebensverneinenden Werten orientierende Geist des Abendlandes selbst verantwortlich. Dieser habe sich in Gestalt des von Nietzsche hämisch als „ungriechisch“, „hässlich“, „verbrecherisch“ und „dekadent“ aufgefassten Sokrates ein falsches Ideal gesetzt und gehe an den kränklichen Werten des Christentums zu Grunde.
Eine neue Philosophie solle den Pessimismus Schopenhauers ebenso wie die „Sklavenmoral“ des Christentums abschütteln und mit diesseitiger Lebens- und Schicksalsbejahung Kultur und Gesellschaft erneuern. Gehe der Wille zur Macht zugrunde, komme es auch zu einem physiologischen Rückgang, einer décadence. Diese präge sich dabei in individueller wie gesellschaftlicher Form aus, betreffe also den Menschen ebenso wie die Epoche und ihre Kunstwerke, die Nietzsche aus der Perspektive des Unzeitgemäßen teilweise heftig kritisierte.

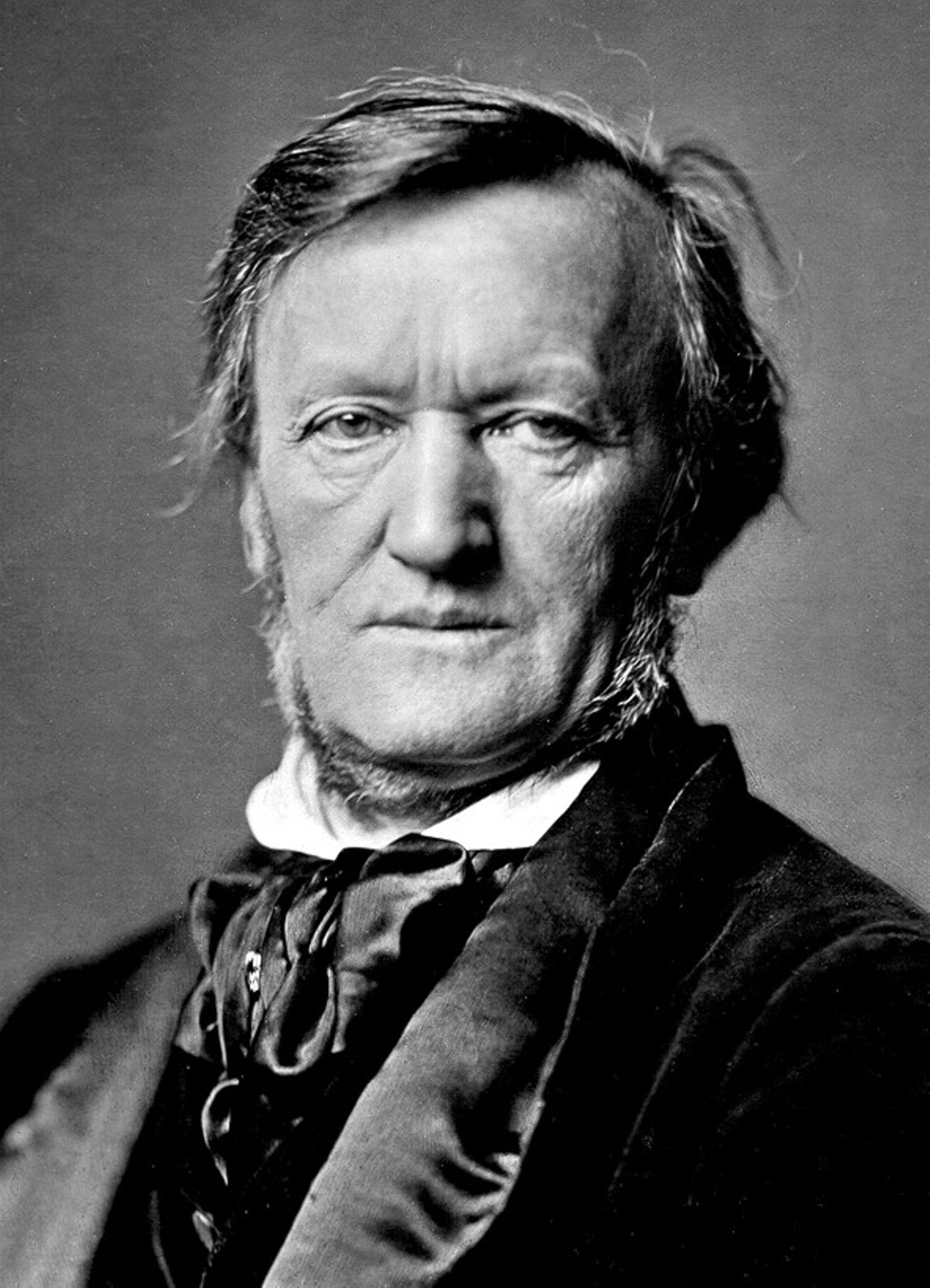
Richard Wagner, für Nietzsche der „Künstler der décadence“

Während er in seinem Frühwerk – der Geburt der Tragödie aus dem Geiste der Musik und den Unzeitgemäßen Betrachtungen – noch Richard Wagner gehuldigt hatte, distanzierte er sich zunehmend, ja lehnte ihn später ab als den Künstler der décadence, dessen schweren, krankmachenden Klängen er die helle, lebensbejahend-diesseitige Musik Georges Bizets mit seiner Oper Carmen entgegenstellte. „Woran ich leide, wenn ich am Schicksal der Musik leide? Daran, dass die Musik um ihren weltverklärenden, jasagenden Charakter gebracht worden ist, dass sie décadence-Musik und nicht mehr die Flöte des Dionysos ist.“ Die Kritik an Wagner wurde hierbei mit der an Schopenhauer verknüpft und die so entstandene Musik als krankmachend gedeutet: Erst der Philosoph der décadence gab dem Künstler der décadence sich selbst […] Ich bin ferne davon, harmlos zuzuschauen, wenn dieser décadent uns die Gesundheit verdirbt – und die Musik dazu! Ist Wagner überhaupt ein Mensch? Ist er nicht eher eine Krankheit? Er macht alles krank, woran er rührt – er hat die Musik krank gemacht. An diese Analyse knüpfte er seine Ablehnung der „dekadenten“ europäischen Zivilisation: Wie verwandt muss Wagner der gesamten europäischen décadence sein, dass er von ihr nicht als décadent empfunden wird! Er gehört zu ihr: er ist ihr Protagonist, ihr größter Name … Denn dass man nicht gegen ihn sich wehrt, das ist selbst schon ein Zeichen von décadence.
Mag Nietzsche somit als Dekadenztheoretiker und -gegner betrachtet werden, zeigt sein Werk doch die doppelte Bedeutung von Verfall und Krankheit: Die ästhetischen und moralischen Folgen, die er anprangert, auf der einen, Stimulus für sein eigenes Schaffen auf der anderen Seite.

### Fin de siècle
Die von Nietzsche beschriebene und kritisierte „dekadente“ Sensibilität zeigte sich um die Jahrhundertwende (etwa 1890–1914) in den Werken Rainer Maria Rilkes, Arthur Schnitzlers, Thomas Manns und im Frühwerk Hugo von Hofmannsthals, der sich später davon distanzierte.
Gautier und Baudelaire hatten die Décadence zu einer eigenständigen künstlerischen Position aufgewertet. Die so verstandene Entwicklungslinie setzte sich von der negativen Einschätzung der Kulturkritik Montesquieus, Rousseaus und Nietzsches ab.
In der von unterschiedlichen Autoren getragenen Haltung bezog sich der Begriff nun auf eine antibürgerliche Auflehnung gegen die als mal du siècle verstandene Langeweile des Zeitalters. Diese Einstellung war durch überreizte, extravagante Sinnlichkeit, Lust am Untergang und eine postulierte, amoralische Verwandtschaft von Eros und Thanatos gekennzeichnet.

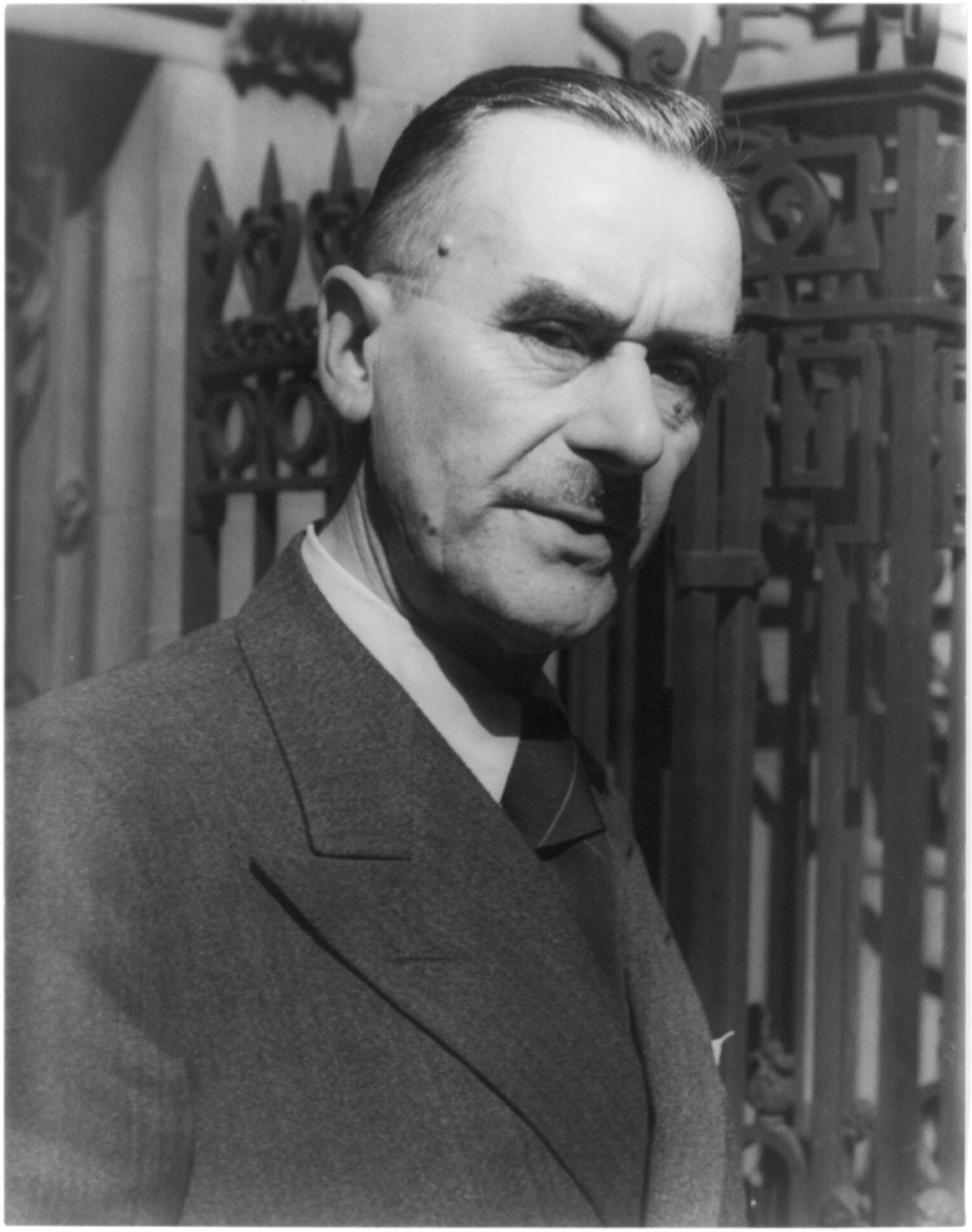
Thomas Mann, Chronist der Dekadenz

Thomas Mann betrachtete den „dekadenten“ Ästhetizismus aus kritisch-ironischer Distanz und charakterisierte ihn etwa in der Gestalt des feinsinnigen, aber bis zur Lächerlichkeit lebensuntüchtigen Detlev Spinell in seiner Novelle Tristan. In seinem ersten Roman Buddenbrooks wurde das Zentralthema der Dekadenz schon im Untertitel deutlich: Verfall einer Familie. Der bei Nietzsche charakterisierte Doppelaspekt der Dekadenz – biologischer Verfall bei geistiger Verfeinerung – wird in der Figur des Knaben Hanno Buddenbrook ausgeführt. Er ist der letzte, kränkliche und künstlerisch veranlagte Spross der Familie, deren Entwicklung über vier Generationen geschildert wird: Die zunehmende Sensibilität wird mit dem Scheitern in der Lebenswirklichkeit erkauft. Schon sein Vater, der Senator Thomas Buddenbrook, der die Gefahr in der Natur Hannos erkennt und dem die Welt der dekadenten Musik Richard Wagners im Grunde fremd ist, wird am Ende des Romans vom rauschhaften Pessimismus Schopenhauers erschüttert und stirbt etwas später.
In Manns konservativen und zivilisationskritischen Betrachtungen eines Unpolitischen bezog sich der Verehrer Nietzsches erneut auf dessen doppelte Perspektive: Aus dem Lebensgefühl der décadence zu kommen und diese gleichzeitig überwinden zu wollen: „Ich gehöre geistig jenem über ganz Europa verbreiteten Geschlecht von Schriftstellern an, die, aus der décadence kommend, zu Chronisten und Analytikern der décadence bestellt, gleichzeitig den emanzipatorischen Willen zur Absage an sie … mit der Überwindung von Dekadenz und Nihilismus wenigstens experimentieren.“
Die ersten kulturhistorischen Analysen der Dekadenz als eines gesamtgesellschaftlichen Phänomens stammen von Karl Lamprecht und Eckart von Sydow. Lamprecht erklärte die Fin-de-Siècle-Stimmung Ende des 19. Jahrhunderts mit der Überspannung, Übersättigung und Übermüdung der genusssüchtigen bürgerlichen Unternehmer, die selbst an dem „rasenden Zeitmaß“ der Gesellschaft, das sie geschaffen hätten, litten und nicht mehr den schöpferischen Elan der Gründerzeit aufbrächten. Aus psychiatrischer Sicht analysierte Willy Hellpach die Dekadenz, die er als hypernervös-hysterisches Phänomen bezeichnete, wobei er den später von den Nationalsozialisten verwendeten Begriff der „Entartung“ verwendete.
Verwandte Strömungen: Weitere literarische Strömungen, die sich wie der Symbolismus und Impressionismus vom Naturalismus abgrenzten und durch überfeinerte Sensibilität und Ästhetizismus gekennzeichnet sind, werden im Artikel Dekadenzdichtung behandelt.

## 20. Jahrhundert

### Oswald Spengler

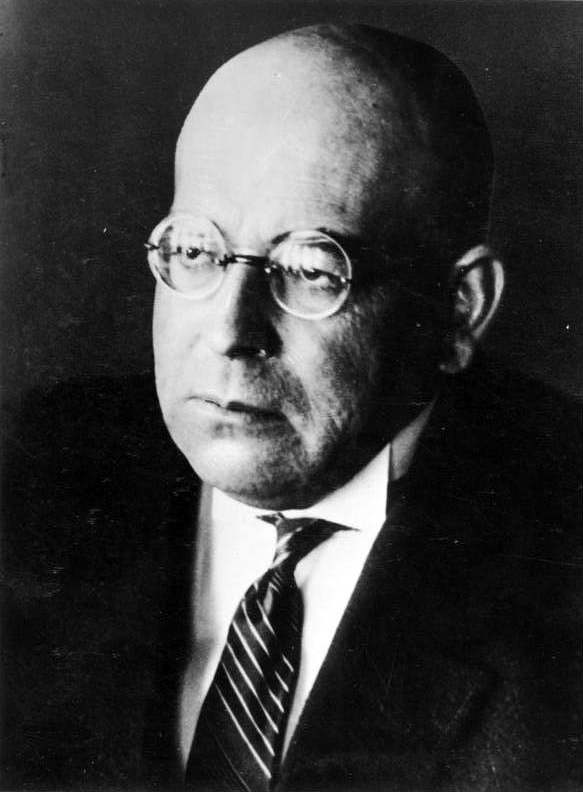
Oswald Spengler beschrieb Wachstum und Verfall von Kulturen.

„Macht“ und „Dekadenz“ sind auch Schlüsselbegriffe im Geschichtsdenken Oswald Spenglers. In seinem Untergang des Abendlandes beschäftigte er sich mit dem als unausweichlich betrachteten Verfall von Kulturen.
Dabei griff er auch Vorstellungen Nietzsches auf und verband sie mit auf die Historie bezogenem biologistischen Denken. Ausgehend von der Lebensphilosophie und dem lebendigen „Natur“-Begriff Goethes, die Leben als Dynamisches und Schöpferisches der starren Rationalität gegenüberstellt, und mit dem Mittel der morphologischen Analogie arbeitend, betrachtet er acht selbständige Hochkulturen und vergleicht ihre Entwicklung mit der von Organismen, etwa Pflanzen. Nach Spenglers Vorstellung wachsen diese aus dem Formenchaos der Vorzeit aus kulturspezifischen Ursymbolen über verschiedene organische Entwicklungsphasen, bis sie absterben müssen. In dieses Stadium sei das Abendland eingetreten. Die Hochkulturen – Ägypten, Indien, Babylon, „apollinische“ Antike, „magische“ arabische Kultur, China, mexikanische Kultur und „faustisches“ Abendland – seien zwar eigenständig und voneinander getrennt gewesen, hätten jedoch alle einander entsprechende und mit Hilfe der Ästhetik vergleichbare Stufen von der knospenhaften Frühzeit (Dorik, Gotik), über die Blüte und die Reifungskrise bzw. Gegenbewegung (Renaissance) bis zur Welke der (dekadenten) Zivilisation durchlaufen, welch letztere sich aber noch einige Jahrhunderte imperialistisch entfalten könne (Cäsarismus), ehe sie – sämtlich und unausweichlich – absterben müssten. Allerdings verwendet Spengler im Gegensatz zu Nietzsche nicht explizit den Begriff „Dekadenz/dekadent“ und belegt etwa die Zivilisation mit Begriffen wie „seelenlos“, „mumienhaft erstarrt“, „wurzellos“ oder „schöpferisch unproduktiv“.

### Arnold Gehlen
Ausgehend ebenfalls von Nietzsches Unterscheidung von „Sklaven- und Herrenmoral“ kritisierte Arnold Gehlen in seinem Spätwerk Moral und Hypermoral die Übersteigerung bestimmter gesellschaftlicher Verhaltensweisen zu Ungunsten anderer als Hypermoral. Diese zeige sich als „Moralhypertrophie“, als „masseneudaimonistische Gesinnungsmoral“. Der Humanitarismus (der als negativ bewerteter Begriff schon bei Max Scheler aufgetaucht war und eine gefühlsgeleitete Ideologie undifferenzierter Menschenliebe bezeichnet hatte) zersetze die politischen Tugenden, das Staats- und Institutionenethos. Der Humanitarismus sei als ethischer Impuls schon durch die Stoa in die Welt gesetzt worden und überdehne das Familienethos mit seinen humanitären und pazifistischen Tugenden.
Gehlen bezog sich auch auf den Sozialphilosophen Georges Sorel, der die Dekadenz angeprangert und den Verfall der Sitten beklagt hatte. „Dekadenz“ sei ein unentbehrliches Wort, das den inneren und äußeren Kontaktverlust mit der Geschichte bezeichne. Der übersteigerte Subjektivismus sei handlungslos, da die entlastende Funktion der Institutionen, deren Bedeutung er in anderen Werken bereits herausgearbeitet habe, allmählich fortfalle. Der Staat werde auf partikulare, gesellschaftliche Interessen hin funktionalisiert und verliere seine Funktion als Sicherheitsgarant nach außen und innen. Hinter der nur diesseitig orientierten Hypermoral wähnt Gehlen Dekadenz und Nihilismus gegenüber höheren Werten.
Als Indizien für dekadente Gesellschaften nannte Gehlen ferner: „Wenn die Gaukler, Dilettanten, die leichtfüßigen Intellektuellen sich vordrängen, wenn der Wind allgemeiner Hanswursterei sich erhebt, dann lockern sich auch die uralten Institutionen und strengen professionellen Körperschaften: das Recht wird elastisch, die Kunst nervös, die Religion sentimental. Dann erblickt unter dem Schaum das erfahrene Auge schon das Medusenhaupt, der Mensch wird natürlich und alles wird möglich.“

### Begriffsverwendung im Nationalsozialismus
In der Sprache des Nationalsozialismus bürgerte sich parallel und synonym zum Attribut „dekadent“ der Begriff „entartet“ zur Bezeichnung und Abwertung von der nationalsozialistischen Ideologie und Ästhetik widersprechenden gesellschaftlichen und weltanschaulichen Vorstellungen sowie künstlerischen Werken ein. Als Ursache für eine „Dekadenz/Entartung“ wurde häufig eine vorgebliche rassische Fremdheit und damit Minderwertigkeit der Vertreter bzw. Schöpfer dieser Vorstellungen und Kunstwerke vorgebracht. Ein Beispiel für die Verbindung des Dekadenzmotivs mit dem Rassismus ist folgender Text von 1933 aus einer lokalen Zeitung:
„Es ist das Zeichen der grauenhaften geistigen Dekadenz der vergangenen Zeit, daß sie von Stilen redete, ohne ihre rassische Bedingtheiten zu erkennen.“
Beliebt war es, die westlichen Demokratien als lebensuntüchtig, schwach und dekadent darzustellen. Dieser Dekadenzvorwurf gegen Pluralismus und Demokratie wurde auch von Adolf Hitler in seiner Programmschrift Mein Kampf verwendet. Unerwünschte Literatur wurde öfters als Asphaltliteratur bezeichnet, so zum Beispiel von Joseph Goebbels anlässlich der Bücherverbrennung am 10. Mai 1933 auf dem Berliner Opernplatz, die zudem von formelhaften Kommentaren „gegen Dekadenz und moralischen Verfall […] gegen seelenzerfasernde Überschätzung des Trieblebens“ begleitet wurde.

### Begriffsverwendung im Marxismus
In Politik und Polemik, die sich auf den Marxismus berief, diente die Bezeichnung eines Künstlers als „dekadent“ oft zu dessen Verunglimpfung.

#### „Formalismus“
In seiner Abhandlung Der Imperialismus als höchstes Stadium des Kapitalismus (Kapitel VIII Parasitismus und Fäulnis im Kapitalismus) hatte bereits Lenin biologistische Metaphern wie „Fäulnis“ und „Parasitismus“ benutzt, um den Kapitalismus zu brandmarken. Eine besondere Bedeutung erhielt der Dekadenzbegriff in der Sowjetunion. Dort bezog er sich zunächst auf den angenommenen Verfall der bürgerlichen Gesellschaft, um später – im Marxismus-Leninismus – auf die bürgerliche Kultur – Literatur und Musik – übertragen zu werden.
Er wurde in die Diskussion des sozialistischen Realismus einbezogen. Dieser wurde 1932 von Iwan Gronskij verkündet und 1934 von Schdanow kodifiziert. Die wahrheitsgetreue und historisch konkrete Darstellung sollte dabei in der Kunst mit der Aufgabe verbunden werden, die Menschen im Sinne des Sozialismus ideologisch umzuformen und zu erziehen. Der ideologische Grund für diese Doktrin wird verständlich, wenn man einen Blick auf die vulgärmarxistische Kunstsoziologie wirft. Nach ihr ist die Kunst dem Überbau zuzurechnen; jede Klasse habe eine Kunst, die sie funktional befriedige. Dieser Ideologie gemäß ist der freie Selbstzweck der Kunst verboten. Auch Musik (selbst Musikkritik) diene ausschließlich der Durchsetzung des Sozialismus mit den Mitteln des Realismus, nicht des westlichen Formalismus. Schdanow diktierte die Form der Kunstwerke. Indem er die bürgerliche Kultur auf Verfall, Mystizismus und Pornografie festlegte, trennte er die sowjetische Belletristik von der Moderne. Was zu viel Wirklichkeit zeigte, wurde als Naturalismus, was die Entwicklung zu durchsichtig machte, als Formalismus gebrandmarkt, beides galt dabei als Ausdruck der Dekadenz der bürgerlichen Gesellschaft.
Stalin kanonisierte das Verfahren 1936 in seiner Abhandlung Über dialektischen und historischen Materialismus, die sich auf das Basis-Überbau-Verhältnis bezog und in der er das „geistige Leben der Gesellschaft“ als „Abbild der Bedingungen ihres materiellen Lebens“ erklärte.
Im vielfältig bis zur Beliebigkeit verwendeten politischen Kampfbegriff des Formalismus kulminiert diese Entwicklung, was sich sowohl in der Sowjetunion wie später in der DDR – etwa im Formalismusstreit zeigen sollte. Nach der Doktrin des von der KPdSU verkündeten Sozialistischen Realismus wurden avantgardistische Strömungen, die sich etwa an westlicher Zwölftonmusik orientierten, als dekadent abgelehnt. Künstler, die sich dem Gebot nicht fügen wollten, mussten in der Stalinzeit mit scharfen Sanktionen rechnen. Die Dekadenzvorbehalte richteten sich auch gegen andere Teile moderner Kunst, etwa den Expressionismus. Im Sinne Stalins äußerte etwa Otto Grotewohl 1953, dass eine Kunst zu bekämpfen sei, die „den Lebensinhalt raubt, das Volk entfremdet und die Entwicklung der Nation verhindert“. Der Kosmopolitismus sei in seiner „bis zur anarchischen Auflösung betriebenen Individualisierung der Kunst“ zersetzend und führe zum Krieg. In der staatlichen Kunstzeitschrift Bildende Kunst wurde noch 1958 der Expressionismus als „Phänomen bürgerlicher Dekadenz“ abgetan und als zersetzende Entwicklung bezeichnet, die überwunden werden müsse.
In diesem Zusammenhang ist das Schicksal des Komponisten Dmitri Schostakowitsch bekannt geworden. Nach einer Aufführung seiner Oper Lady Macbeth von Mzensk, die Stalin in der Pause wütend verließ, diffamierte die Prawda in einem hetzerischen Artikel („Chaos statt Musik“) vom 28. Januar 1936 den Komponisten und würdigte sein Werk als chaotisch und formalistisch herab, als unfähig, die einfachen und starken Gefühle auszudrücken. Es wurde ihm Entartung und die Loslösung von der „wahren Kunst“ vorgeworfen und Bezüge zur „nervösen“, „verkrampften“ Musik des Jazz hergestellt. Der grobe Naturalismus der Oper sei mit den Prinzipien des sozialistischen Realismus unvereinbar.

#### Lukács und Adorno

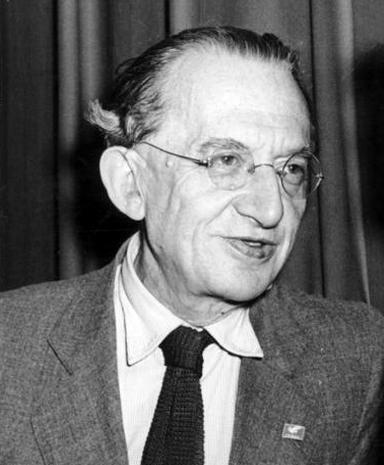
Georg Lukács bezeichnete die westliche Moderne als dekadent.

Der marxistische Literaturtheoretiker George Lukács verteidigte das Konzept des Sozialistischen Realismus und operierte mit dem Begriff der Dekadenz (und des Formalismus). In seiner philosophiehistorischen Studie Die Zerstörung der Vernunft, die die Tendenz zum Irrationalismus von Schelling bis Hitler untersucht, polemisierte er gegen die als dekadent diagnostizierte westliche Literatur der Moderne. In diesem Sinne kam es seit 1948 zu etlichen Diktaten des Sozialistischen Realismus als Schreibmethode. Gemessen am Werk des bürgerlichen, dem Realismus verpflichteten Thomas Mann sei die westliche Moderne psychologistisch, formalistisch und dekadent. Ausdrücklich bezog er sich auf Schriftsteller wie Franz Kafka, James Joyce und Marcel Proust.
In Die Zerstörung der Vernunft gibt George Lukács als Wesenszeichen einer jeden Dekadenz
(im Kapitel Nietzsche als Begründer des imperialistischen Irrationalismus) an: „… das Schwanken zwischen feinstem Nuancensinn, wählerischster Überempfindlichkeit und plötzlich hervorbrechender, oft hysterischer Brutalität …“.
Adorno, der Lukács’ berühmte Theorie des Romans gelobt hatte, reagierte mit einer ebenso süffisanten wie grundsätzlichen Kritik und unterzog das Wort Dekadenz zudem einer ideologiekritischen Analyse: „Die gesamte moderne Literatur, soweit auf sie nicht die Formel eines sei’s kritischen, sei’s sozialistischen Realismus paßt, ist verworfen, und es wird ihr ohne Zögern das Odium der Dekadenz angehängt, ein Schimpfwort, das nicht nur in Rußland alle Scheußlichkeiten von Verfolgung und Ausmerzung deckt. Der Gebrauch jenes konservativen Ausdrucks ist inkompatibel mit der Lehre, deren Autorität Lukács durch ihn, wie seine Vorgesetzten, der Volksgemeinschaft angleichen möchte. Die Rede von der Dekadenz ist vom positiven Gegenbild kraftstrotzender Natur kaum ablösbar; Naturkategorien werden auf gesellschaftlich Vermitteltes projiziert. Eben dagegen jedoch geht der Tenor der Ideologiekritik von Marx und Engels. Selbst Reminiszenzen an den Feuerbach der gesunden Sinnlichkeit hätten schwerlich dem sozialdarwinistischen Terminus Einlaß in ihre Texte verschafft.“

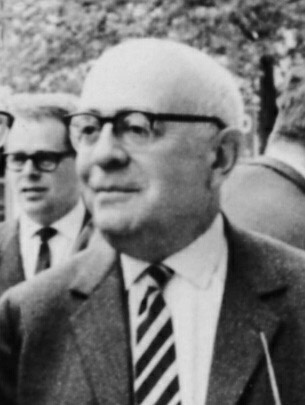
Theodor W. Adorno unterzog das Wort einer ideologiekritischen Analyse.

Der Idee der Kunst nach sollten die Widersprüche nicht ideologisch eingeebnet, sondern versöhnend so dargestellt werden, dass das Werk über sich hinausweise. Adorno kritisiert bei Lukács nun die „erpresste Versöhnung“, der das Kunstwerk nur entgehen könne, wenn es das Leiden im Gedächtnis bewahre und transzendiere, nicht aber ausklammere.
Am Beispiel des „Dekadenzkünstlers“ Richard Wagner sucht Adorno den Begriff der Dekadenz dialektisch zu retten, indem er die reflektierte „Schwäche“ des Ichs, die „psychologischen Momente“, das Abgründige und Zweideutige als ästhetischen Wert des Kunstwerks betrachtet: „Das Ich differenziert sich unendlich, indem es die eigene Schwäche reflektiert und zur Schau stellt, aber vermöge ebendieser Schwäche fällt es zugleich auf die Schicht des Vor-Ichlichen zurück. So zeichnet im Überwiegen des psychologischen Moments bei Wagner, des zweideutig Interessanten, ein Geschichtliches sich ab. Die Bruchlinie jedoch, die Wagners Werk markiert, die Ohnmacht im Angesicht der technischen und der diese tragenden gesellschaftlichen Widersprüche, kurz all das, was schon der Sprache seiner Zeitgenossen Dekadenz hieß, ist zugleich die Bahn des künstlerischen Fortschritts.“
In einer 1952 verfassten Notiz zu diesem Versuch über Wagner wiederholt er seine Bewertung und wendet sich gegen den instrumentellen, denunziatorischen Gebrauch des Wortes Dekadenz: „Wer das Wagnersche Werk als Abdankungsurkunde des liberalen Geistes interpretiert, muß sich hüten, die Erkenntnis in Begriffen wie dem der Dekadenz stillzustellen, die im Vokabular der östlichen Sphäre längst von jeglicher Beziehung auf die Sache sich losgerissen haben und zu denunziatorischen Kennmarken verkamen. Was besser ist an Wagner als die Ordnung, zu deren finstersten Gewalten er sich schlug, verdankt sich eben der Dekadenz, der Unfähigkeit eines von der Übermacht des Bestehenden schon bis ins Innerste beschädigten Subjekts, den Spielregeln eben dieses Bestehenden noch Genüge zu tun.“

#### Frankfurter Schule
In der Frankfurter Schule wurde die Kritik am Schwächlichen und Lüsternen in der Dekadenz stärker auf das Substanzlose und Habgierige verschoben und somit der marxistischen Kapitalismuskritik angenähert.
Kurt Lenk nannte „Dekadenz“ eine Worthülse, wie Identität, Kommunikation, Information, Dynamik und viele andere Begriffe, die zwar häufig gebraucht, aber keine Klarheit besitzen würden. Umso stärker sei ihre projektive und scheinbar erklärende Wirkung für beunruhigende gesellschaftliche Erscheinungen. Dabei sei Dekadenz ein zentraler Begriff in konservativen, kulturpessimistischen und faschistoiden Geschichtsbildern von Universalhistorikern wie Niccolò Machiavelli, Georges Sorel, Friedrich Nietzsche, Oswald Spengler und Henri Bergson. Nach Kurt Lenk haben eine Reihe „lebensphilosophisch orientierter Autoren“ wie Oswald Spengler, Ernst Jünger, Gottfried Benn und andere Vertreter der „Konservativen Revolution“ die „Attitüde eines faustisch-heroischen Menschen als die einzig angemessene Antwort auf eine zu Dekadenz und Untergang tendierende Welt begreifen wollen“. Alle vorgegebenen gesellschaftlichen Strukturen würden von diesen dabei als Schicksal bejaht. Kurt Lenk: „Zwar sind bei den einzelnen Autoren Ursachen, Symptome und Folgen der Dekadenz variantenreich beschrieben, doch gleichen sie sich in ihrer Dramaturgie. Stets geht es letztlich um eine Entscheidung zwischen Untergang oder Rettung durch irgendwelche heroische Taten.“ Im Zentrum der „faschismus-affinen Krisensemantik“, für deren Beginn Sorel steht, befinde sich nach Lenk „das Syndrom Dekadenz-Apokalypse-Heroismus, dem die Idee einer Art ‚Wiedergeburt‘ zugrunde“ liege.

## 21. Jahrhundert
Im gegenwärtigen Sprachgebrauch wird der Begriff Dekadenz oder dekadentes Verhalten überwiegend gleichgesetzt mit Schwächlichkeit, Verkommenheit und/oder Verschwendung sowie im Sinne eines sozial schädlichen (vorwiegend moralisch-ethischen) Abweichens von einer gesund-natürlichen Lebensform verwandt. Oft wird der Begriff kritisch gegen das Verhalten von Personen mit angesonnener Vorbildaufgabe, also Personen des öffentlichen Lebens, Medienstars u. ä. gekehrt.

### Jacques Barzun

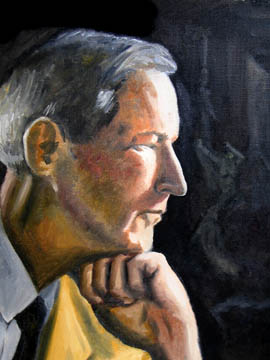
Jacques Barzun: Dekadenz als Fachbegriff

Eine von moralischen Werturteilen unabhängige Definition bietet der Historiker Jacques Barzun (1907–2012) in seinem 2000 erschienenen Bestseller From Dawn to Decadence - A survey of 500 years of Western cultural life an. Demnach sind Dekadenzperioden Zeiten, in denen „Lebens- und Kunststile erschöpft scheinen, die Entwicklungsstufen durchlaufen sind und Institutionen mühsam funktionieren“. Barzun betont, dass er den Begriff „dekadent“ nicht als Verunglimpfung („slur“), sondern als Fachbegriff („technical label“) verwendet.
Unter Berufung auf Barzun charakterisierte der New-York-Times-Kolumnist Ross Douthat im Februar 2020 Dekadenz als einen Zustand der ökonomischen Stagnation, des Verfalls von Institutionen sowie kultureller und intellektueller Erschöpfung – bei hohem Niveau materiellen Wohlstands und technischer Entwicklung. Douthat sieht den Westen im 21. Jahrhundert in einem von Blockade und Stillstand gekennzeichneten „Zeitalter der Dekadenz“. Er ist Autor des 2020 bei Simon & Schuster in New York erschienenen Buches The decadent society. Dem US-amerikanischen Nachrichtenportal Vox zufolge ist „Douthats Definition einer ‚dekadenten Gesellschaft‘ (…), dass wir in einem abgestandenen System gefangen sind, das sich fortwährend auf der Stelle dreht und die immergleichen Debatten und Verdrossenheiten reproduziert“.

### Pria Viswalingam
Der im heutigen Malaysia geborene australische Dokumentarfilmer Pria Viswalingam sieht den Westen seit den späten 1960erjahren im Niedergang. Viswalingam ist Autor der sechsteiligen, 2006 und 2007 ausgestrahlten australischen Fernsehserie Decadence: The Meaninglessness of Modern Life sowie des 2011 erschienenen Dokumentarfilms Decadence: The Decline of the Western World.
Nach Viswalingams Ansicht begann die westliche Kultur 1215 mit der Magna Carta, führte über die Renaissance, die Reformation, die Gründung der USA sowie die Aufklärung und kulminierte mit den sozialen Umwälzungen der 1960erjahre.
Seit 1969, dem Jahr der Mondlandung, des Massakers von My Lai, des Woodstock-Festivals und des Altamont Free Concert sei der Westen von Dekadenz und Abstieg gekennzeichnet. Dies sei an steigenden Selbstmordraten, der Sucht nach Antidepressiva, grassierendem Individualismus, sich leerenden Kirchen und zerbrechenden Familien ebenso abzulesen wie an Konsumkultur, wachsender Einkommensungleichheit, mittelmäßigem Führungspersonal und einer zwanghaften Hingabe an das Geld als einzigem Wertmaßstab.

### Weitere
Vor dem Hintergrund der Herausforderungen durch den islamischen Fundamentalismus oder dem postulierten Kampf der Kulturen war und ist erneut die Rede von (westlicher) Dekadenz. Verschiedene Autoren verweisen darauf, dass der islamische Fundamentalismus ein Bild des Westens zeichne, der durch Individualismus und Hedonismus moralisch dekadent sei. Die fundamentalistischen Strömungen lehnen – bei möglichen Unterschieden in Einzelfragen (Islamismus) – die westliche Moderne und ihre weltanschaulichen Prinzipien ab, belassen es aber nicht bei einer Idealisierung der Vergangenheit. Sie stehen Demokratie, Pluralismus und der Säkularisierung feindlich gegenüber, während sie die technischen Errungenschaften der Moderne für ihre Zwecke nutzen. Ähnlich wie die konservativen Dekadenztheoretiker gehen islamistische Positionen von einer Krisensituation aus, wie etwa dem wirtschaftlichen Hintertreffen vieler muslimisch geprägter Länder. Als Gründe werden u. a. Abkehr vom „wahren Glauben“ oder eine Verfälschung des „göttlichen Willens“ angenommen; der westliche Kapitalismus wird abgelehnt, da er Dekadenz, Armut und Unglaube verursache. Statt wirtschaftlicher und kultureller Reformen wird die Rückkehr zu den Grundlagen des Islam gefordert.
Auch aktuell sprechen unterschiedliche, dem radikalen Spektrum zugeordnete Gruppen und Parteien von „Dekadenz“.
In rechtsextremen, rückschlägigen Argumentationsmustern wird mit dem Schlagwort die Gegenwart abgewertet, während die Vergangenheit mythisch verklärt wird. Das Schlagwort ist dann Teil der Agitation, die sich gegen den Rechtsstaat wendet, der als System pauschal in Frage gestellt wird. So sprach Holger Apfel von einem von „Dekadenz und Klüngelwirtschaft geprägten Altparteienkartell“.
Gegen diese Einschätzungen werden aus liberaler Perspektive Einwände erhoben. So betont Ulrike Ackermann (in dem 2007 erschienenen Merkur-Heft Kein Wille zur Macht – Dekadenz), dass sich die Prophezeiungen vom Untergang des (dekadenten) Kapitalismus zwar nicht erfüllt hätten, dieser und die Globalisierung von vielen allerdings noch immer abgelehnt würden. Eine radikale Kapitalismuskritik habe sich zu einer diffusen Verachtung der Globalisierung entwickelt, und Misstrauen gegenüber der westlichen Zivilisation verwandele sich schnell in den Dekadenz-Vorwurf. Der westliche, zum Selbsthass neigende Selbstzweifel sei mit Hass auf die Dekadenz des Westens konfrontiert; die Toleranz des Westens dulde dabei die Intoleranz. Stattdessen solle man sich für die „individuellen Freiheiten des Bourgeois und Citoyen“ engagieren und Skepsis haben gegenüber „Sinnstiftern, die das gute Leben in neuen und alten Kollektiven verheißen“.
2010 sorgte der damalige deutsche Außenminister Guido Westerwelle mit der Äußerung „Wer dem Volk anstrengungslosen Wohlstand verspricht, der lädt zu spätrömischer Dekadenz ein“ für Aufsehen.
Vereinzelt taucht der Dekadenzbegriff bei Psychoanalytikern etwa in der psychosozialen Bewertung des neueren Phänomens der Wohlstandsverwahrlosung (auch Affluenza genannt) auf.

## Audio
- Kampfbegriff Dekadenz. Von alten Römern und neuen Rechten, von Ana Suhr, Deutschlandfunk 4. März 2020, Audio-Version (1/2 Jahr online)